# تفجير إسطنبول (يناير 2016)
ذكرت وسائل إعلام تركية أن تفجيرا قويا هز يوم الثلاثاء 12 يناير/كانون الثاني 2016 الموافق 2 ربيع الثاني 1437هـ ميدان السلطان أحمد في مركز إسطنبول وسط أنباء عن سقوط قتلى وجرحى.
ويعد الميدان الذي يقع أمام جامع السلطان أحمد من أهم المعالم السياحية الأساسية في إسطنبول.
وتظهر لقطات فيديو بثتها قنوات تركية سيارات الشرطة والإسعاف التي وصلت إلى مكان الحادث، فيما لم تدل السلطات بتصريحات عن سبب التفجير.

## الإصابات والقتلى
| ألمانيا *                                      | 9  |
| بيرو *                                         | 1  |
| الإجمالي                                       | 10 |
| * مبنية على البيانات الأولية وقد لا تكون كاملة |    |

تفجير ميدان السلطان احمد 2016 الذي ذكرته مصادر تركية والذي أسفر عن مقتل على الإقل 10 أشخاص وجرح 15 شخص وتم نقل المصابين إلى المستشفيات القريبة، فيما فرضت الشرطة طوقا أمنيا حول الميدان ومنعت المواطنين والسياح من الاقتراب منه.

## منفذو التفجير
تشير التحقيقات الأولية بأن تنظيم الدولة الإسلامية هو من يكون وراء الحادث.

## ردود الفعل

### ردود الفعل المحلية
بعد الهجوم، الحكومة التركية فرضت حظر على بث الأخبار التي تتعلق بالتفجير.

### ردود الفعل الدولية

#### منظمات
- الاتحاد الأوروبي: في رسالة بعثها رئيس المفوضية الأوروبية جان كلود يونكر إلى الرئيس التركي رجب طيب أردوغان، عبر فيها عن «تعازيه القلبية» لأردوغان وشعب تركيا.[1]

### دول
- الولايات المتحدة: وزارة الخارجية: "الولايات المتحدة تدين بشدة الهجوم الإرهابي الذي وقع اليوم في ساحة السلطان أحمد في إسطنبول بتركيا ونعرب عن خالص تعازينا لعائلات القتلى ونتمنى الشفاء العاجل والكامل للمصابين. الولايات المتحدة تعيد تأكيد ألتزامها القوي للعمل مع تركيا، وهي حليف في الناتو وعضو مهم في الائتلاف لمكافحة داعش، من أجل محاربة التهديد المشترك المتمثل في الإرهاب.[6]
- ألمانيا: أعربت المستشارة الألمانية أنغيلا ميركل عن «قلقها الشديد» بشأن الضحايا، قائلة بأن «مجموعة سياحية ألمانية قد تأثرت.»[7] حثت الخارجية الألمانية على موقعها الإلكتروني السياح الألمان في إسطنبول من تجنب الحشود الكبيرة ومناطق الجذب السياحي، وحذرت أنه من المتوقع حصول مصادمات عنيفة و«هجمات إرهابية» أخرى في تركيا.[7]
- مصر: أدانت وزارة الخارجية المصرية التفجير، وأعربت الخارجية المصرية عن تعازيها للشعب التركي ومجمل الدول، متمنية الشفاء للمصابين، وأكدت الخارجية عن «تضامهنا مع المجتمع الدولي لمكافحة الإرهاب الذي ينال من استقرار الشعوب دون تفريق بين عرق أو دين».
- السعودية: أعربت وزارة الخارجية السعودية عن إدانتها للهجمات الإرهابية التي وقعت في كل من تركيا والعراق.[1]
- جمهورية التشيك: أدانت التشيك بشدة الهجوم عبر وزارة الشؤون الخارجية وأعربت وزارة الخارجية عن دعمها للحكومة التركية وبعثوا بالتعازي لأسر الضحايا.[8]
- باكستان: أدانت وزارة خارجية باكستان الهجوم عبر بيان صحفي لها.[9]